# 佐倉市
佐倉市（さくらし）は、千葉県北部中央に位置する人口約16万5千人の市。国際観光モデル地区に指定され、城下町の町並みは日本遺産に認定されている。1954年（昭和29年）市制施行。

## 概要
佐倉藩の城下町や軍都として栄え、市内には佐倉城跡や武家屋敷群が現存し、国立歴史民俗博物館などを有する文化都市。佐倉順天堂を中心に蘭学の先進地であり「西の長崎、東の佐倉」と呼ばれた西洋医学の街でもある。
古くから交通の要衝として江戸と佐倉城および成田山新勝寺を結ぶ佐倉街道が整備され、近年は住宅都市としてユーカリが丘を中心に大規模なニュータウン開発が進む。地価高騰のおりは東京都心50キロメートル圏まで通勤圏が拡大したことにより、東京都区部へ通勤する人が増加し、都市雇用圏の定義による東京都市圏（東京都区部および千葉市）や成田都市圏（成田市）のベッドタウンとして発展している。東京都特別区部への通勤率は20.4パーセント（平成22年国勢調査）。

## 地理
千葉県の北部、県庁所在地である千葉市と成田国際空港の中間地点に位置し、どちらにも約15キロメートルの距離である。東京都の都心から約40キロメートルの地点に位置する。
下総台地（北総台地）の中央に位置し、南東から北西に向かって緩やかに傾斜している台地と、台地を侵食した谷津から成り立っている。北部には印旛沼の西部調節池（西印旛沼）がある。
- 一級河川：鹿島川、高崎川
- 準用河川：佐倉川
- 湖沼：印旛沼

### 気候
千葉県北西部から北東部にかけての内陸地域で、内陸性気候の特色が強い。年間通して比較的温暖な気候に恵まれているが、全域が太平洋側気候（海洋性気候）に属する県内においては、筑波颪の影響もあり冬の寒さの厳しい地域となっている。1月の平均最低気温は-1.8℃に達し、時には-5℃から-8℃前後まで下がることもある。
| 佐倉（1991年 - 2020年）の気候      | 佐倉（1991年 - 2020年）の気候 | 佐倉（1991年 - 2020年）の気候 | 佐倉（1991年 - 2020年）の気候 | 佐倉（1991年 - 2020年）の気候 | 佐倉（1991年 - 2020年）の気候 | 佐倉（1991年 - 2020年）の気候 | 佐倉（1991年 - 2020年）の気候 | 佐倉（1991年 - 2020年）の気候 | 佐倉（1991年 - 2020年）の気候 | 佐倉（1991年 - 2020年）の気候 | 佐倉（1991年 - 2020年）の気候 | 佐倉（1991年 - 2020年）の気候 | 佐倉（1991年 - 2020年）の気候 |
| 月                                 | 1月                           | 2月                           | 3月                           | 4月                           | 5月                           | 6月                           | 7月                           | 8月                           | 9月                           | 10月                          | 11月                          | 12月                          | 年                            |
| ---------------------------------- | ----------------------------- | ----------------------------- | ----------------------------- | ----------------------------- | ----------------------------- | ----------------------------- | ----------------------------- | ----------------------------- | ----------------------------- | ----------------------------- | ----------------------------- | ----------------------------- | ----------------------------- |
| 最高気温記録 °C （°F）             | 19.0 (66.2)                   | 24.3 (75.7)                   | 26.0 (78.8)                   | 29.2 (84.6)                   | 33.9 (93)                     | 36.6 (97.9)                   | 37.8 (100)                    | 39.1 (102.4)                  | 36.0 (96.8)                   | 32.2 (90)                     | 28.1 (82.6)                   | 23.9 (75)                     | 39.1 (102.4)                  |
| 平均最高気温 °C （°F）             | 9.6 (49.3)                    | 10.4 (50.7)                   | 13.7 (56.7)                   | 18.8 (65.8)                   | 23.2 (73.8)                   | 25.8 (78.4)                   | 29.8 (85.6)                   | 31.2 (88.2)                   | 27.3 (81.1)                   | 21.9 (71.4)                   | 16.8 (62.2)                   | 11.9 (53.4)                   | 20.0 (68)                     |
| 日平均気温 °C （°F）               | 3.7 (38.7)                    | 4.8 (40.6)                    | 8.3 (46.9)                    | 13.4 (56.1)                   | 18.1 (64.6)                   | 21.3 (70.3)                   | 25.1 (77.2)                   | 26.3 (79.3)                   | 22.7 (72.9)                   | 17.1 (62.8)                   | 11.2 (52.2)                   | 6.0 (42.8)                    | 14.8 (58.6)                   |
| 平均最低気温 °C （°F）             | −1.8 (28.8)                   | −0.7 (30.7)                   | 2.8 (37)                      | 7.9 (46.2)                    | 13.5 (56.3)                   | 17.6 (63.7)                   | 21.5 (70.7)                   | 22.6 (72.7)                   | 19.0 (66.2)                   | 12.9 (55.2)                   | 6.2 (43.2)                    | 0.5 (32.9)                    | 10.2 (50.4)                   |
| 最低気温記録 °C （°F）             | −12.7 (9.1)                   | −9.5 (14.9)                   | −5.3 (22.5)                   | −2.3 (27.9)                   | 3.6 (38.5)                    | 9.8 (49.6)                    | 13.5 (56.3)                   | 15.4 (59.7)                   | 7.2 (45)                      | −0.4 (31.3)                   | −3.9 (25)                     | −7.2 (19)                     | −12.7 (9.1)                   |
| 降水量 mm （inch）                 | 65.9 (2.594)                  | 57.8 (2.276)                  | 109.2 (4.299)                 | 112.9 (4.445)                 | 127.4 (5.016)                 | 148.6 (5.85)                  | 140.1 (5.516)                 | 109.1 (4.295)                 | 206.5 (8.13)                  | 223.3 (8.791)                 | 95.8 (3.772)                  | 56.0 (2.205)                  | 1,455.9 (57.319)              |
| 平均降水日数 （≥1.0 mm）           | 5.8                           | 6.4                           | 10.4                          | 10.4                          | 10.7                          | 11.7                          | 10.3                          | 8.0                           | 11.0                          | 10.9                          | 8.3                           | 6.1                           | 109.4                         |
| 平均月間日照時間                   | 189.5                         | 169.7                         | 170.2                         | 180.1                         | 179.4                         | 128.2                         | 162.0                         | 191.4                         | 135.1                         | 132.1                         | 146.8                         | 171.5                         | 1,956                         |
| 出典1：Japan Meteorological Agency |                               |                               |                               |                               |                               |                               |                               |                               |                               |                               |                               |                               |                               |
| 出典2：気象庁                      |                               |                               |                               |                               |                               |                               |                               |                               |                               |                               |                               |                               |                               |

### 隣接している自治体・行政区
- 千葉市（花見川区、若葉区）
- 八千代市
- 四街道市
- 八街市
- 印西市
- 印旛郡：酒々井町

## 歴史

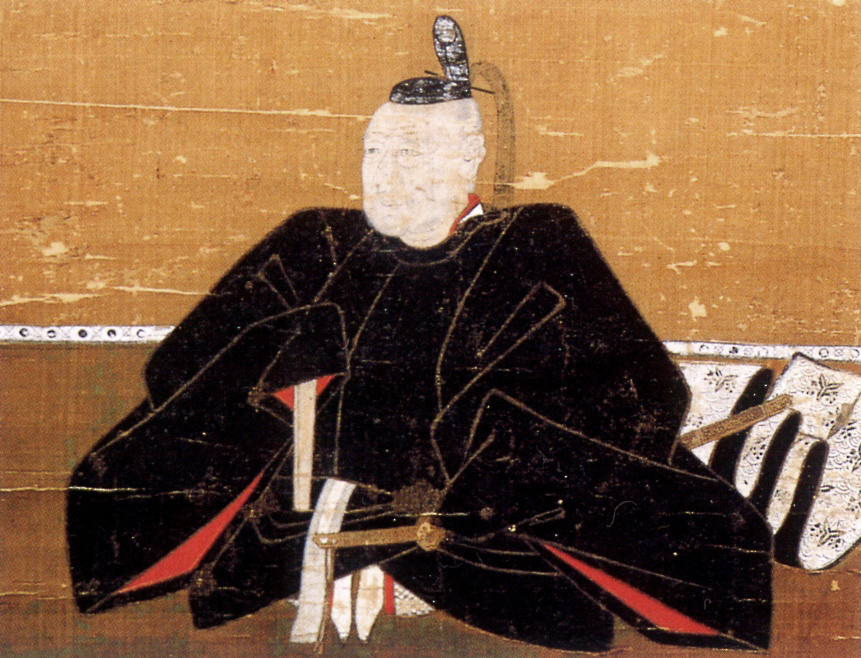
佐倉城を築城させた土井利勝

市内中央部の江原台には、日本考古学草創期に注目を集めた遺跡があり、東端には、白鳳期の長熊廃寺跡が残る。印旛沼を中心に、多くの原始古代遺跡がある。
鎌倉時代・室町時代を通じて下総守護として発展した下総千葉氏は、戦国時代になると本佐倉城（国の史跡、現・酒々井町本佐倉）を拠点とし、ここに佐倉千葉氏が成立した。戦国時代末期になると後北条氏の配下となり安房の里見氏の侵攻に対抗している。千葉親胤は鹿島城（のちの佐倉城）の建立に着手するが暗殺され、一族の鹿島幹胤が引き継ぐも建設途上で死去。完成を目指した千葉邦胤は家臣に殺害される。後北条氏が豊臣秀吉の小田原征伐で滅亡すると、鹿島城は建設途上で焼かれ、千葉氏も滅亡してしまう。その後近くの臼井城に徳川四天王の一人酒井忠次の息子である酒井家次が（臼井藩、後に佐倉藩領に編入）、同じく弥富城には北条氏一族の北条氏勝が（岩富藩、後に転封により収公）入城している。
江戸時代初期には土井利勝が鹿島城を改造して佐倉城を築き、その後、堀田氏の居城となり、老中首座となった堀田正亮が11万石とし、佐倉は城下町として繁栄した。佐倉藩は、武田（徳川）家、松平家等、老中や大老となる幕閣の中心人物が入封する重要な藩であった。江戸から佐倉城までは佐倉街道が整備され、市川宿・船橋宿・大和田宿（八千代市）・臼井宿（佐倉市）を経て目的地の佐倉に至る。この街道を経由して成田山新勝寺へ向かう成田参詣が隆盛するに従い、文化年間頃より成田街道という愛称で呼ばれるようになった。幕末の老中堀田正睦は蘭学を奨励し、佐藤泰然に佐倉順天堂（現・千葉県指定史跡佐倉順天堂）を開かせた。また、「西の長崎、東の佐倉」として西洋医学の街としても栄えた。現在では、国道296号（新町周辺のみ）を通称蘭学通りとして、その名を残している。1871年（明治4年）7月15日に廃藩置県により佐倉県が置かれ、同年11月13日に佐倉県は印旛県と改められた。また1873年（明治6年）に城跡に軍隊（佐倉連隊）がおかれた。。

### 沿革

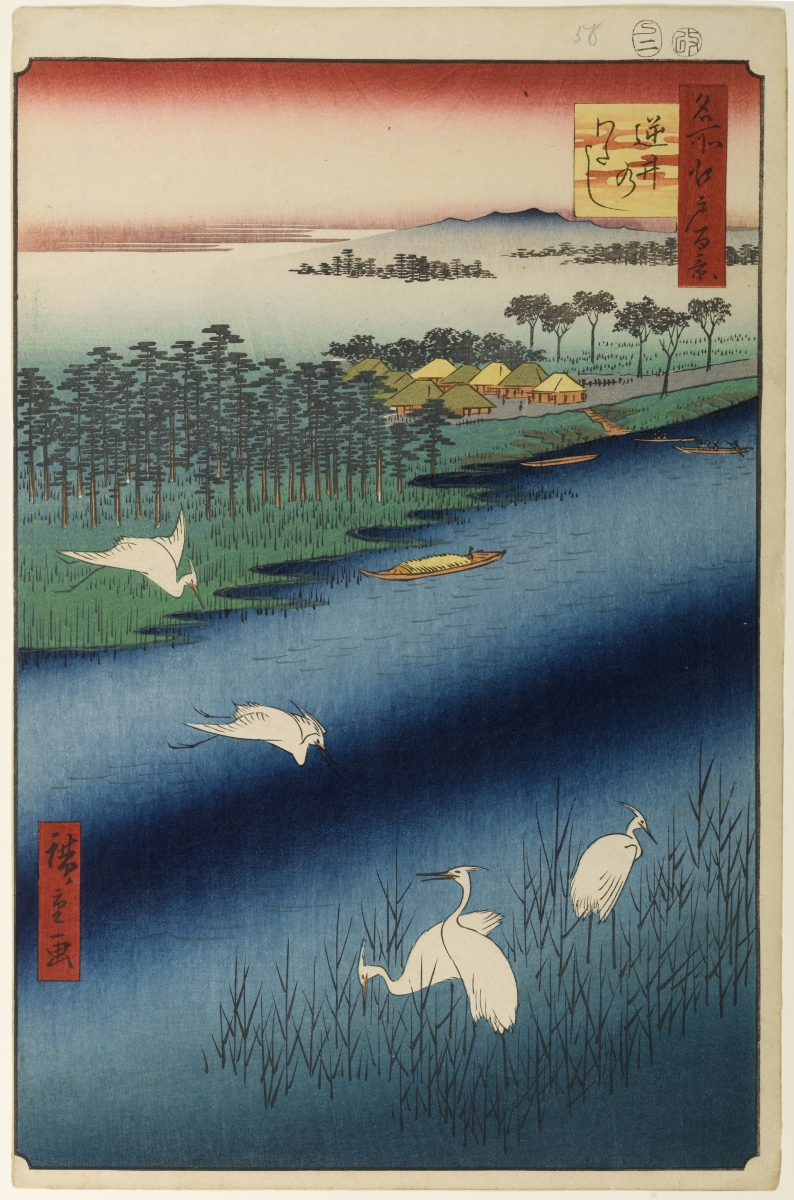
歌川広重『名所江戸百景 逆井のわたし』佐倉へ向かう佐倉街道沿いの風景

- 1954年3月31日 - 印旛郡臼井町・佐倉町・志津村・根郷村・弥富村・和田村が新設合併し、佐倉市が発足（面積：89.79平方キロメートル、人口：35,196人）。千葉県内で11番目の市制施行（成田市と同日）。
- 1955年3月10日 - 印旛郡旭村の一部（大字馬渡）を編入。
- 1957年1月1日 - 印旛郡四街道町の一部（旧千代田町域の畔田・飯重・生谷・羽鳥・吉見を編入。
- 1969年6月1日 - 千葉市の一部（宇那谷町および内山町の一部）を編入。
- 1984年3月1日 - 内田・坂戸の一部を千葉市に編入。
- 1985年6月1日 - 上志津・上志津原・下志津・下志津原の各一部を千葉市（現・花見川区）に編入。
- 1990年6月1日 - 四街道市と境界変更。
- 1999年10月1日 - 千葉市と境界変更。

### 佐倉市を構成している旧町村
- 千葉郡
  - 大和田町（井野の一部）
- 印旛郡
  - 佐倉町
  - 臼井町
  - 志津村
  - 根郷村
  - 和田村
  - 弥富村
  - 旭村

### 合併構想
2004年（平成16年）10月4日に「佐倉市・酒々井町合併協議会」が設置されたが、2005年（平成17年）3月13日に酒々井町で実施された「佐倉市との合併の是非を問う住民投票」（投票率61.17%）では合併賛成4,016票、合併反対6,535票の結果となり、反対が賛成を上回ったため、酒々井町長綿貫登喜男は合併協議会の離脱を申し入れた。3月19日に開催された第9回合併協議会ではこの案件が協議され、その結果廃止することが決定し、3月29日に酒々井町議会、翌3月30日には佐倉市議会で合併協議会廃止議案が可決されたため4月30日をもって合併協議会は解散した。
四街道市と一部の市議らが有志交流会を開くなどし、周辺市町村との合併で将来的に中核市を視野に入れているとされるが、近年では具体的な動きはない。

## 人口
2000年以降、人口は横ばいを続けている。
| |                                        |  |
| 佐倉市と全国の年齢別人口分布（2005年） | 佐倉市の年齢・男女別人口分布（2005年） |  |
| ■紫色 ― 佐倉市 ■緑色 ― 日本全国 | ■青色 ― 男性 ■赤色 ― 女性              |  |
| 佐倉市（に相当する地域）の人口の推移 \| 1970年（昭和45年） \| 60,068人 \| \| \| 1975年（昭和50年） \| 80,804人 \| \| \| 1980年（昭和55年） \| 101,180人 \| \| \| 1985年（昭和60年） \| 121,213人 \| \| \| 1990年（平成2年） \| 144,688人 \| \| \| 1995年（平成7年） \| 162,624人 \| \| \| 2000年（平成12年） \| 170,934人 \| \| \| 2005年（平成17年） \| 171,246人 \| \| \| 2010年（平成22年） \| 172,183人 \| \| \| 2015年（平成27年） \| 172,739人 \| \| \| 2020年（令和2年） \| 168,743人 \| \| |                                        |  |
| 総務省統計局 国勢調査より |                                        |  |
| 1970年（昭和45年） | 60,068人                               |  |
| 1975年（昭和50年） | 80,804人                               |  |
| 1980年（昭和55年） | 101,180人                              |  |
| 1985年（昭和60年） | 121,213人                              |  |
| 1990年（平成2年） | 144,688人                              |  |
| 1995年（平成7年） | 162,624人                              |  |
| 2000年（平成12年） | 170,934人                              |  |
| 2005年（平成17年） | 171,246人                              |  |
| 2010年（平成22年） | 172,183人                              |  |
| 2015年（平成27年） | 172,739人                              |  |
| 2020年（令和2年） | 168,743人                              |  |

## 行政
- 市長：西田三十五（2019年4月27日就任、1期目）再選を果たし2期目　（2023年4月27日就任　2期目）

### 歴代市長
特記なき場合「歴代市長」による。
| 代 | 氏名       | 就任                      | 退任                      | 備考  |
| -- | ---------- | ------------------------- | ------------------------- | ----- |
| 1  | 木倉和一郎 | 1954年（昭和29年）4月26日 | 1958年（昭和33年）4月25日 |       |
| 2  | 岩渕剛     | 1958年（昭和33年）4月26日 | 1959年（昭和34年）9月5日  |       |
| 3  | 堀田正久   | 1959年（昭和34年）10月4日 | 1975年（昭和50年）10月3日 |       |
| 4  | 菊間健夫   | 1975年（昭和50年）10月4日 | 1995年（平成7年）2月28日  |       |
| 5  | 渡貫博孝   | 1995年（平成7年）4月23日  | 2007年（平成19年）4月26日 |       |
| 6  | 蕨和雄     | 2007年（平成19年）4月27日 | 2019年（平成31年）4月26日 |       |
| 7  | 西田三十五 | 2019年（平成31年）4月27日 | 現職                      | 2期目 |

### 行政機関

#### 警察
- 佐倉警察署（佐倉市、八街市、酒々井町を管轄）

#### 消防
佐倉市八街市酒々井町消防組合の管轄内である。
- 佐倉消防署
  - 神門出張所
  - 臼井出張所
  - 角来出張所
- 志津消防署
  - 志津南出張所
- 消防団（全7分団）
  - 第1分団 佐倉地区
  - 第2分団 志津地区
  - 第3分団 臼井地区
  - 第4分団 根郷地区
  - 第5分団 和田地区
  - 第6分団 弥富地区
  - 第7分団 千代田地区
  - 佐倉市消防本部付 女性消防部（2008年4月1日発足、2014年4月現在17名）

#### 国の機関
- 千葉地方裁判所佐倉支部
- 千葉家庭裁判所佐倉支部
- 佐倉簡易裁判所
- 千葉地方検察庁佐倉支部
- 佐倉区検察庁
- 法務省千葉地方法務局佐倉支局
- 厚生労働省千葉労働局佐倉パートバンク
- 農林水産省関東農政局千葉農政事務所佐倉統計・情報センター

#### 県・市の機関
- 千葉県印旛合同庁舎
  - 千葉県印旛健康福祉センター（印旛保健所）
  - 千葉県佐倉県税事務所
  - 千葉県印旛地域振興事務所
  - 千葉県北部林業事務所印旛支所
  - 千葉県印旛農業事務所
  - 千葉県印旛土木事務所
  - 千葉県教育庁北総教育事務所
- 千葉県水産総合研究センター内水面水産センター
- 佐倉市、四街道市、酒々井町葬祭組合 さくら斎場
- 社会福祉法人生活クラブ

## 議会

### 市議会
- 定数：28名
- 任期：2019年（平成31年）4月30日 - 2023年（令和5年）4月29日
- 議長：平野裕子（さくら会）
- 副議長：高木大輔（さくら会）

| 会派名                     | 議席数 | 議員名（◎は代表）                                                                               |
| -------------------------- | ------ | ----------------------------------------------------------------------------------------------- |
| さくら会                   | 9      | ◎中村孝治、櫻井道明、石渡康郎、爲田浩、平野裕子、高木大輔、敷根文裕、斎藤明美、岡野敦、密本成章 |
| 公明党                     | 4      | ◎岡村芳樹、久野妙子、鍋田達子、押木孝和                                                         |
| 自由民主さくら             | 4      | ◎山本英司、徳永由美子、石井秀明、齋藤寛之                                                       |
| 市民ネットワーク           | 3      | ◎五十嵐智美、川口絵未、松島梢                                                                   |
| 市民オンブズマンひまわり会 | 2      | ◎藤崎良次、宇田実生子                                                                           |
| 日本共産党                 | 2      | ◎荻原陽子、木崎俊行                                                                             |
| 無会派                     | 4      | 髙橋とみお、稲田敏昭、玉城清剛                                                                  |
| 計                         | 28     |                                                                                                 |

### 県議会
- 選挙区：佐倉市選挙区
- 定数：3名
- 任期：2019年（平成31年）4月30日 - 2023年（令和5年）4月29日[14]

| 氏名     | 会派名                     | 当選回数 |
| -------- | -------------------------- | -------- |
| 伊藤昌弘 | 自由民主党千葉県議会議員会 | 4        |
| 伊藤壽子 | 市民ネット                 | 1        |
| 入江晶子 | 千葉民主の会               | 3        |

### 衆議院
- 選挙区：千葉9区（千葉市若葉区・佐倉市・四街道市・八街市）
- 投票日：2024年10月27日
- 当日有権者数：401,047人
- 投票率：50.64％

| 当落 | 候補者名   | 年齢 | 所属党派     | 新旧別 | 得票数   | 重複 |
| ---- | ---------- | ---- | ------------ | ------ | -------- | ---- |
| 当   | 奥野総一郎 | 60   | 立憲民主党   | 前     | 86,335票 | ○    |
|      | 田宮寿人   | 35   | 自由民主党   | 新     | 65,963票 | ○    |
|      | 田沼隆志   | 48   | 日本維新の会 | 元     | 33,034票 | ○    |
|      | 山崎温之   | 72   | 日本共産党   | 新     | 11,385票 |      |

## 経済

### 産業
農業

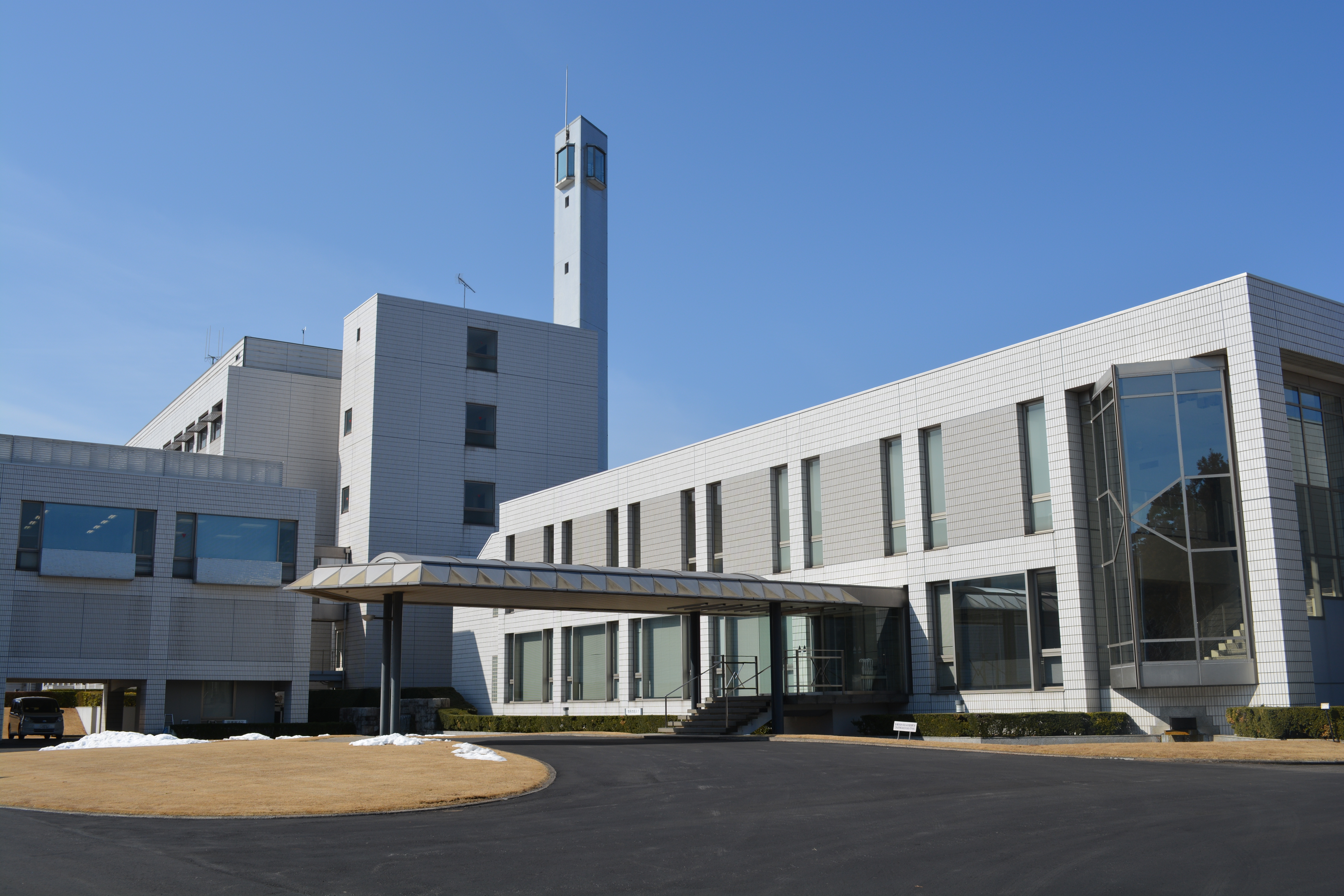
DIC総合研究所

印旛沼や、印旛沼へ流れる鹿島川・新川・手繰川・高崎川周辺を中心に稲作が盛ん。また、和田地区では大和芋（ヤマトイモ）の栽培も行われている。
- 農業協同組合
  - いんば農業協同組合

工業
根郷地区に工業団地（第一 - 三、熊野堂）があり、フジクラやデンカポリマーなどの工場がある。弥富地区には、複合研究都市「ちばリサーチパーク」がある。

#### 市内に本社・本店を置く企業
| - 広域高速ネット二九六 - 京成タクシー佐倉 - 佐倉自動車学校 - 千葉ガス（東京ガスに統合） - ちばグリーンバス - ナカンテクノ | - なの花交通バス - 日東科学教材 - バックヤードプロダクツ - フジクラコンポーネンツ - ホソヤコーポレーション - ロコビア - ステアリンク |

#### 主な大型商業施設
- イオンタウンユーカリが丘
  - イオンスタイルユーカリが丘
- イオン臼井店（レイクピアうすい、旧ジャスコ臼井店）
- ユーカリプラザ
  - シネマサンシャインユーカリが丘
- スカイプラザ・モール
  - オーケーユーカリが丘店
- ベイシア佐倉店
- ヤオコー佐倉染井野店（旧イトーヨーカドー臼井店）
- 志津ステーションビルディング（旧しづマイン）
- トップマート志津店

## 地域

### 地区
- 佐倉地区 - 佐倉市の行政の中心で、京成佐倉駅周辺には市役所、裁判所、検察庁などの官公庁ほか、佐倉郵便局、市立美術館、オフィスビル、マンションなどが立地する。またJR佐倉駅周辺には佐倉警察署、千葉県印旛合同庁舎、佐倉商工会議所などの官公庁が位置する。この地区の台地には旧佐倉藩の佐倉城があった事から、寺院の集中地や変則交差点、クランク状の道など、城下町の面影が今も色濃く残る。1982年（昭和57年）当時には、調査により24棟の武家屋敷が現存していることが確認され、その時点では日本で最多の残存数であった（2010年（平成22年2月）時点では、復元公開している3棟の武家屋敷を併せて10棟現存）。佐倉城の跡地は佐倉城址として整備され、隣接する地には国立歴史民俗博物館が開設され、佐倉の歴史と文化を今に伝える。また印旛沼を北に望み、草ぶえの丘、市民の森、岩名運動公園など、各種レジャー施設などが位置する。人口密度は志津地区に次いで2番目に高い。

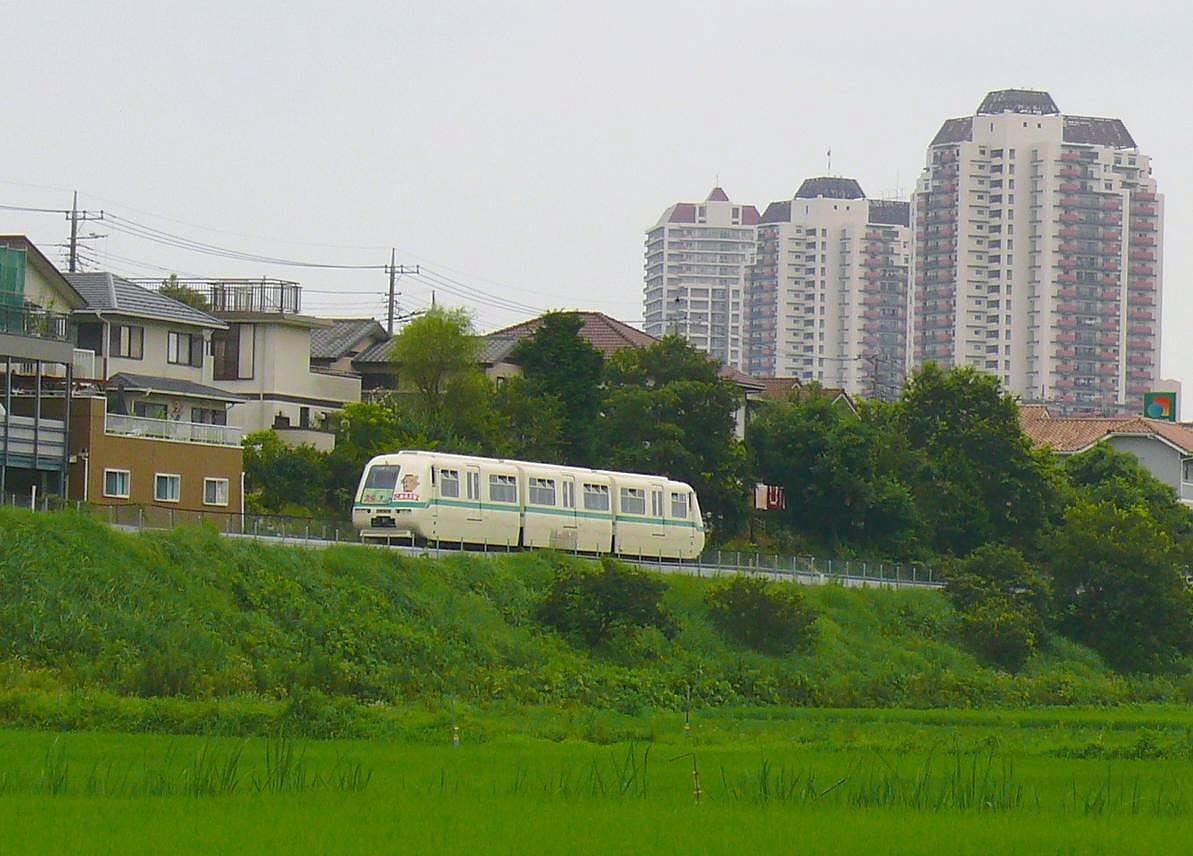
山万ユーカリが丘線の沿線風景。高層マンションと田園が入り混じる。

- 志津地区 - 佐倉市西部に位置し、最も東京寄りの地区。ニュータウンとして開発されているユーカリが丘を含む。佐倉市の人口の約4割が住み、人口密度は市内で最も高い。京成線沿線のユーカリが丘駅、志津駅を中心として都市化が急速に進んだ。ユーカリが丘駅前からは新交通山万ユーカリが丘線が走り、ショッピングモール、シネマコンプレックスなどの商業施設の他、120メートル級の超高層マンションが数棟ある。その一方で駅から離れた新川（印旛放水路）沿いの地域などでは、田園風景や山林も残る。

- 臼井地区 - かつては臼井城の城下町として、のちに宿場町として北部を中心に栄えた。1970年代後半に大規模な区画整理事業が行われ、国道296号沿いに位置し利用者の増大により、狭隘著しい京成臼井駅が区画整理事業と同時に現在の位置に移転が行われ、北部から南部に市街地が移った。現在、駅前にはショッピングセンターが位置し、閑静な住宅街が広がっている。また、北部には宿場町の頃の名残が見られる。隣接する印旛沼と相まって、自然豊かな住宅地が形成されている。千代田地区との関わりが深く、「臼井・千代田地区」とあわせて呼ばれる場合もある。

- 千代田地区 - 千代田地区はかつて、1950年代に四街道町（現・四街道市）から編入した地域である。農村が広がる地域だが、北部の臼井地区に隣接する地域には大手デベロッパーにより、1990年代から染井野（みずきヶ丘：佐倉そめい野邸苑都市）が造成された。街の中心部には大型量販店などが立地し、計画人口約1万人の街が完成する予定である。

- 根郷地区 - JR佐倉駅より南側の地域が主に根郷地区である。かつては農村地域だった地区であるが、地区の南側を通る国道51号によって高度経済成長期より都市化が進み、1972年（昭和47年）の東関東自動車道佐倉インターチェンジの開通に伴い、大規模な工業団地が多く造成された。また交通の便の良さから住宅団地の造成が行われ、千葉県立佐倉南高等学校や千葉敬愛短期大学などの学校も開設され、人口の増加も著しい地区となっている。また近年、寺崎地区で区画整理事業が始まっており、人口も若年層を中心に増加傾向にある。

- 弥富・和田地区 - 近郊農業が盛んな地域である。市内で最も人口が少なく面積が最も広い地区で、市の面積の3分の1を占めている。弥富地区にはDIC川村記念美術館が立地し、17世紀から現代絵画までの多くの作品が展示されている。また、千葉市とまたがる地域に開発研究施設が集まる千葉リサーチパークが造成されており、ハイレベルな開発研究拠点の集積などが図られている。和田地区は地区全体が市街化調整区域であり、養豚とヤマトイモの生産が主な産業となっている。近年、人口は減少傾向にある。

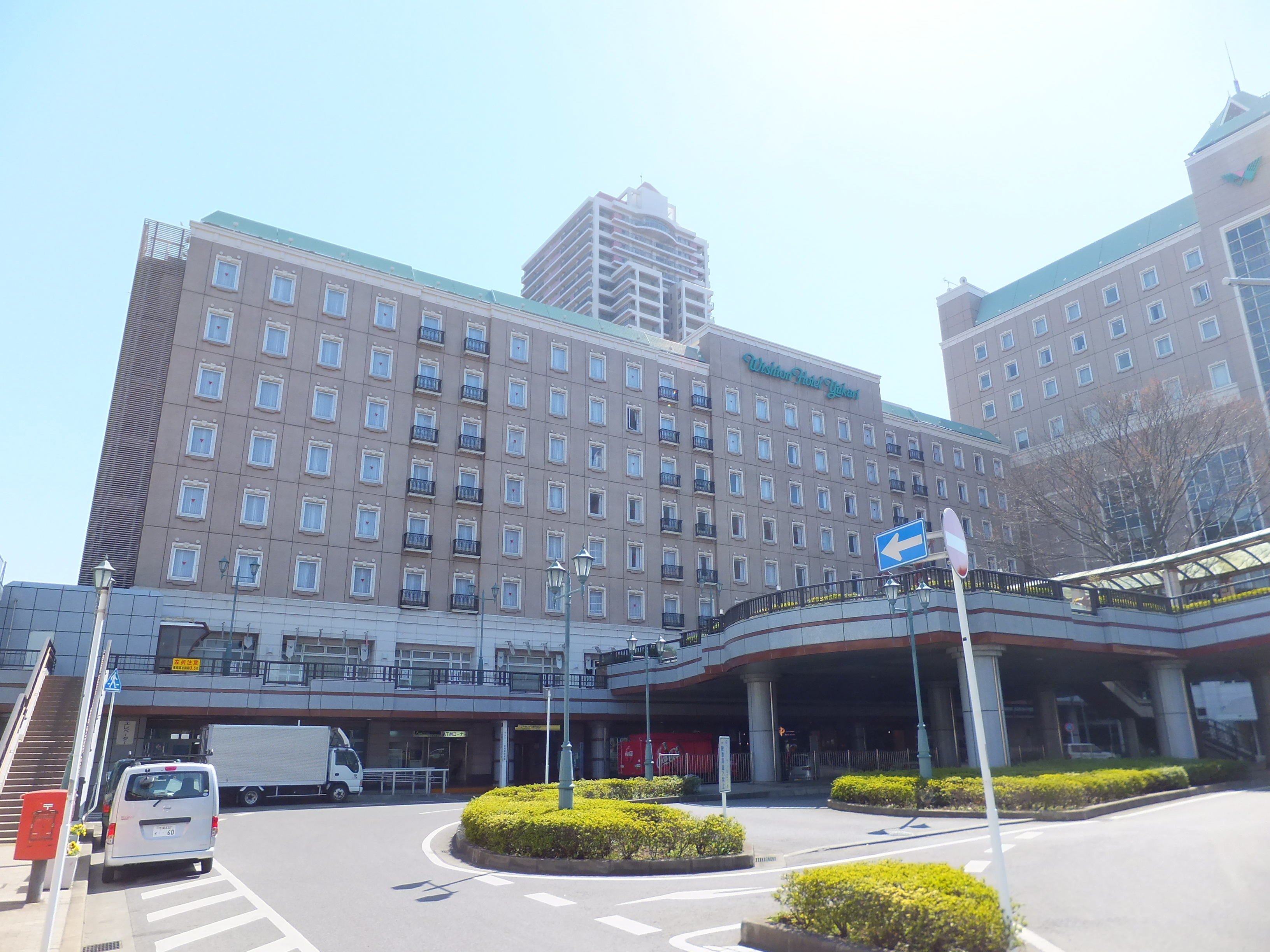
ウィシュトンホテルユーカリ

| 地区       | 大字・町名 |
| ---------- | --- |
| 佐倉地区   | 飯田・飯田干拓・飯田台・飯野・飯野干拓・飯野町・岩名・裏新町・大佐倉・大佐倉干拓・大蛇町・鹿島干拓・海隣寺町・鏑木町・鏑木仲田町・上代・栄町・下根・下根町・樹木町・城内町・白銀・新町・千成・高岡・田町・土浮・土浮干拓・中尾余町・鍋山町・並木町・萩山新田・萩山新田干拓・藤沢町・本町・将門町・宮小路町・宮前・弥勒町・最上町・野狐台町・山崎 |
| 志津地区   | 青菅・井野・井野町・小竹・小竹干拓・上志津・上志津原・下志津・下志津原・上座・中志津・西志津・西ユーカリが丘・先崎・先崎干拓・南ユーカリが丘・宮ノ台・ユーカリが丘 |
| 臼井地区   | 稲荷台・印南・臼井・臼井田・臼井台・臼井田干拓・江原・江原新田・江原台・王子台・角来・新臼井田・八幡台・南臼井台 |
| 千代田地区 | 畔田・飯重・生谷・染井野・羽鳥・吉見 |
| 根郷地区   | 石川・大崎台・大作・大篠塚・太田・表町・木野子・神門・小篠塚・山王・城・寺崎・藤治台・春路・馬渡・六崎 |
| 和田地区   | 天辺・瓜坪新田・上勝田・上別所・米戸・寒風・下勝田・高崎・坪山新田・長熊・直弥・宮本・八木 |
| 弥富地区   | 岩富・岩富町・飯塚・内田・坂戸・七曲・西御門・宮内 |

住宅団地
- 松ヶ丘団地
- 角栄団地

宿泊施設
- ウィシュトンホテルユーカリ

図書館
- 佐倉市立図書館
  - 佐倉市立志津図書館
  - 佐倉市立佐倉図書館
  - 佐倉市立佐倉南図書館

郵便局
- 佐倉郵便局

### 報道機関
ケーブルテレビ局
- 広域高速ネット二九六

FM局
- bayfm78 - ユーカリプラザ1階にサテライトスタジオ「U-kari STUDIO」がある。

新聞社
- 千葉日報社佐倉支局

### 医療
詳しくは「市内の医療機関一覧（医科）」を参照。以下総合病院一覧。
二次医療圏（二次保健医療圏）としては印旛医療圏（管轄区域：印旛地域）である。三次医療圏は千葉県医療圏（管轄区域：千葉県全域）。
医療提供施設は一部のみ記載する。
- 市内の医療機関
  - 救急指定病院
    - 東邦大学医療センター佐倉病院（災害拠点病院[16]）
    - 聖隷佐倉市民病院（佐倉陸軍病院跡地に開設）
    - 佐倉中央病院

  - その他の病院
    - 佐倉厚生園病院
    - 佐倉整形外科病院
    - 南ヶ丘病院
- 二次医療圏
  - 日本医科大学千葉北総病院（基幹災害拠点病院・救命救急センター）
  - 成田赤十字病院（成田市、災害拠点病院・救命救急センター）

### 教育

#### 小学校

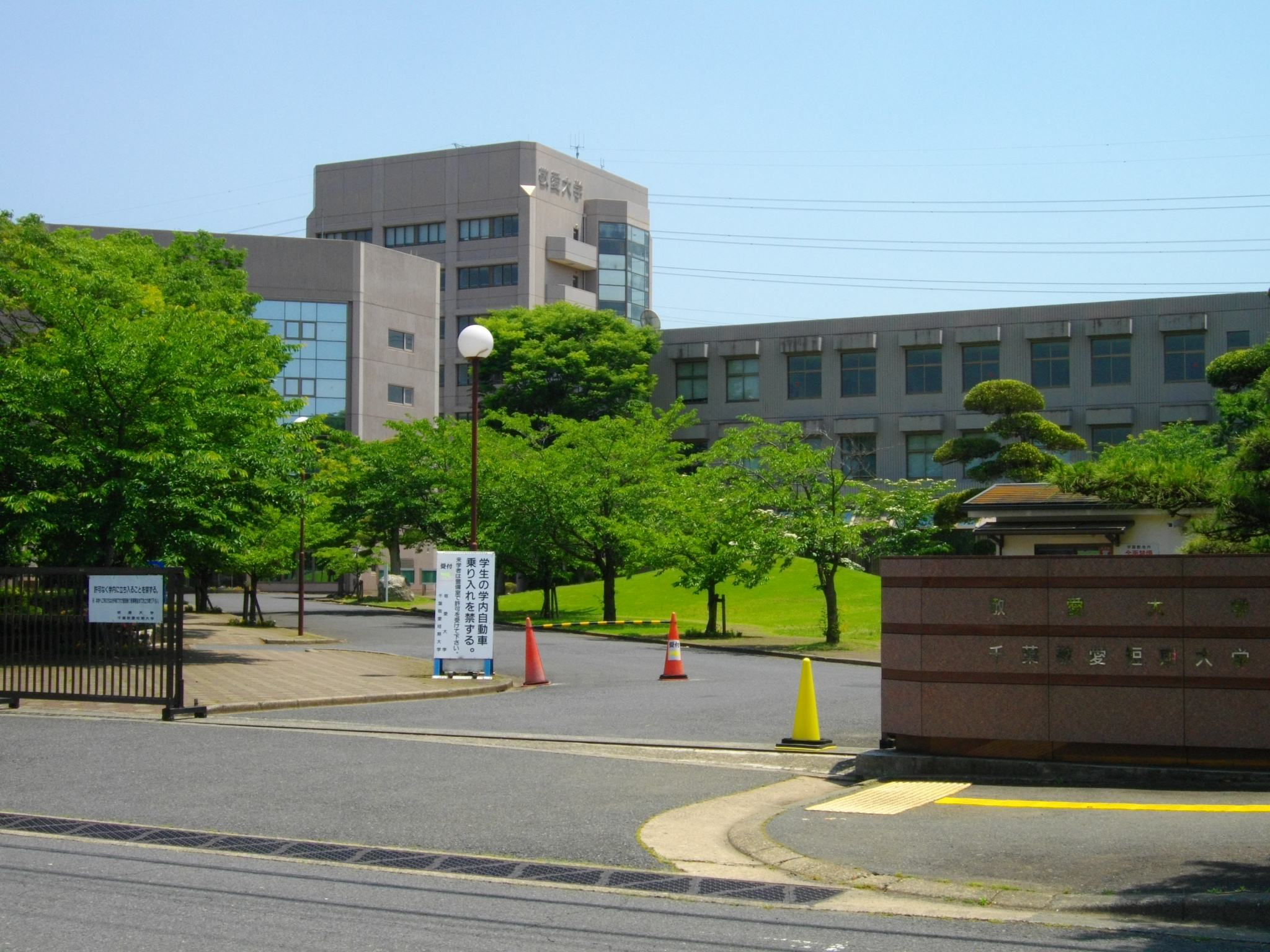
千葉敬愛短期大学

- 佐倉市立佐倉小学校
- 佐倉市立内郷小学校
- 佐倉市立臼井小学校
- 佐倉市立印南小学校
- 佐倉市立千代田小学校
- 佐倉市立上志津小学校
- 佐倉市立志津小学校
- 佐倉市立下志津小学校
- 佐倉市立南志津小学校
- 佐倉市立根郷小学校
- 佐倉市立和田小学校
- 佐倉市立弥富小学校
- 佐倉市立井野小学校
- 佐倉市立佐倉東小学校
- 佐倉市立西志津小学校
- 佐倉市立小竹小学校
- 佐倉市立間野台小学校
- 佐倉市立王子台小学校
- 佐倉市立青菅小学校
- 佐倉市立寺崎小学校
- 佐倉市立山王小学校
- 佐倉市立染井野小学校
- 佐倉市立白銀小学校

#### 中学校
- 佐倉市立佐倉中学校
- 佐倉市立志津中学校
- 佐倉市立上志津中学校
- 佐倉市立南部中学校
- 佐倉市立臼井中学校
- 佐倉市立井野中学校
- 佐倉市立佐倉東中学校
- 佐倉市立臼井西中学校
- 佐倉市立西志津中学校
- 佐倉市立臼井南中学校
- 佐倉市立根郷中学校

#### 高等学校
- 千葉県立佐倉高等学校
- 千葉県立佐倉東高等学校
- 千葉県立佐倉西高等学校
- 千葉県立佐倉南高等学校

#### 大学
- 総合研究大学院大学 佐倉キャンパス（国立歴史民俗博物館）
- 敬愛短期大学（2024年をもって稲毛キャンパスに移転）
- 和洋女子大学 佐倉セミナーハウス（研修棟・宿泊棟・食堂・広場など）

## 交通

### 鉄道路線
利用者数はユーカリが丘駅や京成臼井駅が佐倉駅を上回る。また、市役所の最寄り駅は京成佐倉駅となっている。
東日本旅客鉄道（JR東日本）
- 総武本線・成田線：佐倉駅

京成電鉄
- 京成本線
  - 志津駅 - ユーカリが丘駅 - 京成臼井駅 - 京成佐倉駅 - 大佐倉駅

山万
- ユーカリが丘線（全線市内）
  - ユーカリが丘駅 - 地区センター駅 - 公園駅 - 女子大駅 - 中学校駅 - 井野駅

### バス路線
路線バス
- 京成バス
- 京成バス千葉イースト
- 東洋バス
- 佐倉交通
- 大成交通
- なの花交通バス

高速バス
- マイタウン・ダイレクトバス
  - 四街道インタールート：ユーカリが丘・ユーカリが丘駅・京成臼井駅 ⇔ 東京駅（京成バス千葉イーストの運行）
- マイタウン・ダイレクトバス
  - 佐倉インタールート：国立歴史民俗博物館・宮小路町・DIC川村記念美術館 ⇔ 東京駅（京成バス千葉イーストの運行）
- なの花ライナー
  - 京成佐倉駅(南口)・なの花交通高速バス駐車場　⇔ バスターミナル東京八重洲(2022年11月19日運行開始、2024年4月1日より無期限運休中)(なの花交通バスの運行)

コミュニティバス
- 佐倉市コミュニティバス
- 八街市ふれあいバス

### 道路
高速道路
- 東関東自動車道
  - 佐倉IC

志津、臼井、千代田、佐倉地区から上り方面へは千葉北インターチェンジや四街道インターチェンジの方が近い。
国道
- 国道51号
- 国道296号

主要地方道
- 千葉県道22号千葉八街横芝線
- 千葉県道64号千葉臼井印西線

一般県道
- 千葉県道136号佐倉停車場千代田線
- 千葉県道155号四街道上志津線

都市計画道路
- 都市計画道路勝田台長熊線

自転車歩行者専用道路
- 千葉県道406号八千代印旛栄自転車道線（印旛沼自転車道）

## 名所・旧跡・観光スポット・祭事・催事

### 日本遺産

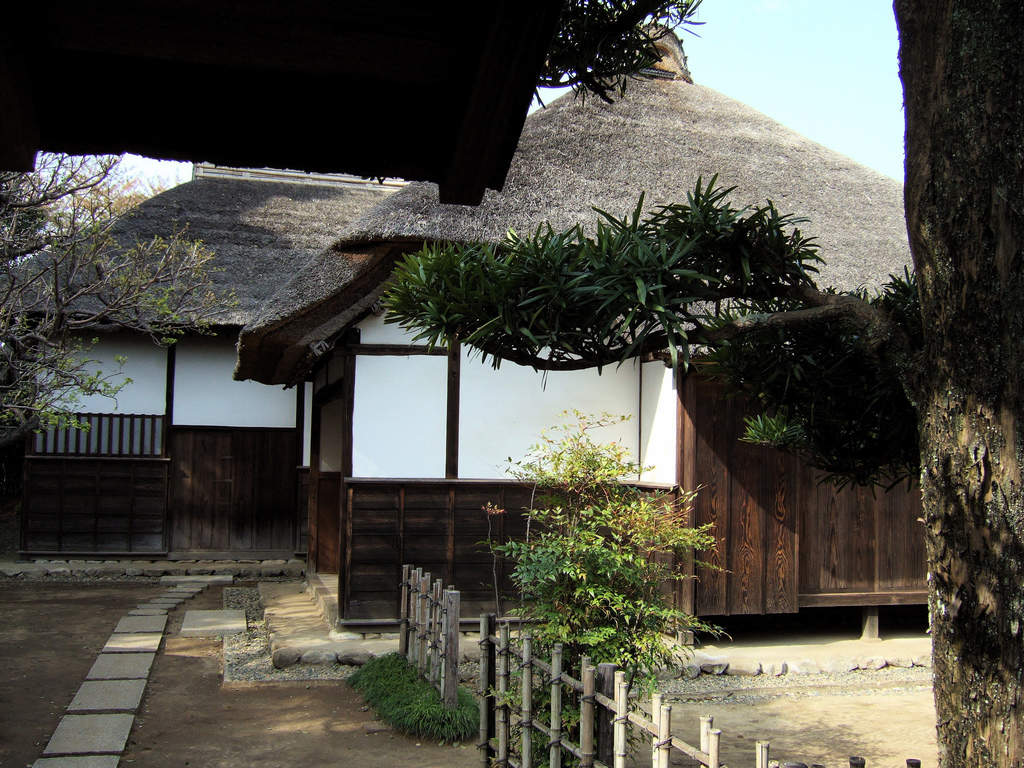
旧河原家住宅（武家屋敷）

江戸を感じる北総の町並み（佐倉・成田・佐原・銚子）：百万都市江戸を支えた江戸近郊の四つの代表的町並み群
- 城下町佐倉の町並み
- 佐倉の武家屋敷群 ‐ 市内には10棟の江戸時代建築の武家屋敷が現存し、その数は関東地方では最多であり唯一の武家屋敷群[17]。明治初頭建築の広義での武家屋敷を併せるとその残存数はさらに増える。
- 武家屋敷通り - 宮小路町の鏑木小路にある武家屋敷通り沿いには非公開の個人住宅を含め5棟の武家屋敷が連続して残り、その内3棟が復元され一般に公開されている。
- 佐倉城址公園 - 水堀、空堀、天守台・櫓台跡などが良好に残っている。桜の名所。
  - 佐倉城跡（日本100名城、佐倉藩）
- 佐倉道（成田街道）道標
- 佐倉順天堂記念館（旧佐倉順天堂）
- 佐藤尚中誕生地
- 旧堀田邸（旧堀田家住宅）- 最後の佐倉藩主が明治期に本邸として使用した住居。建物、庭園ともに良好に残っている。
  - 旧堀田正倫庭園
- 堀田正俊・正睦・正倫墓
- 鹿山文庫関係資料
- 城下町佐倉の祭礼

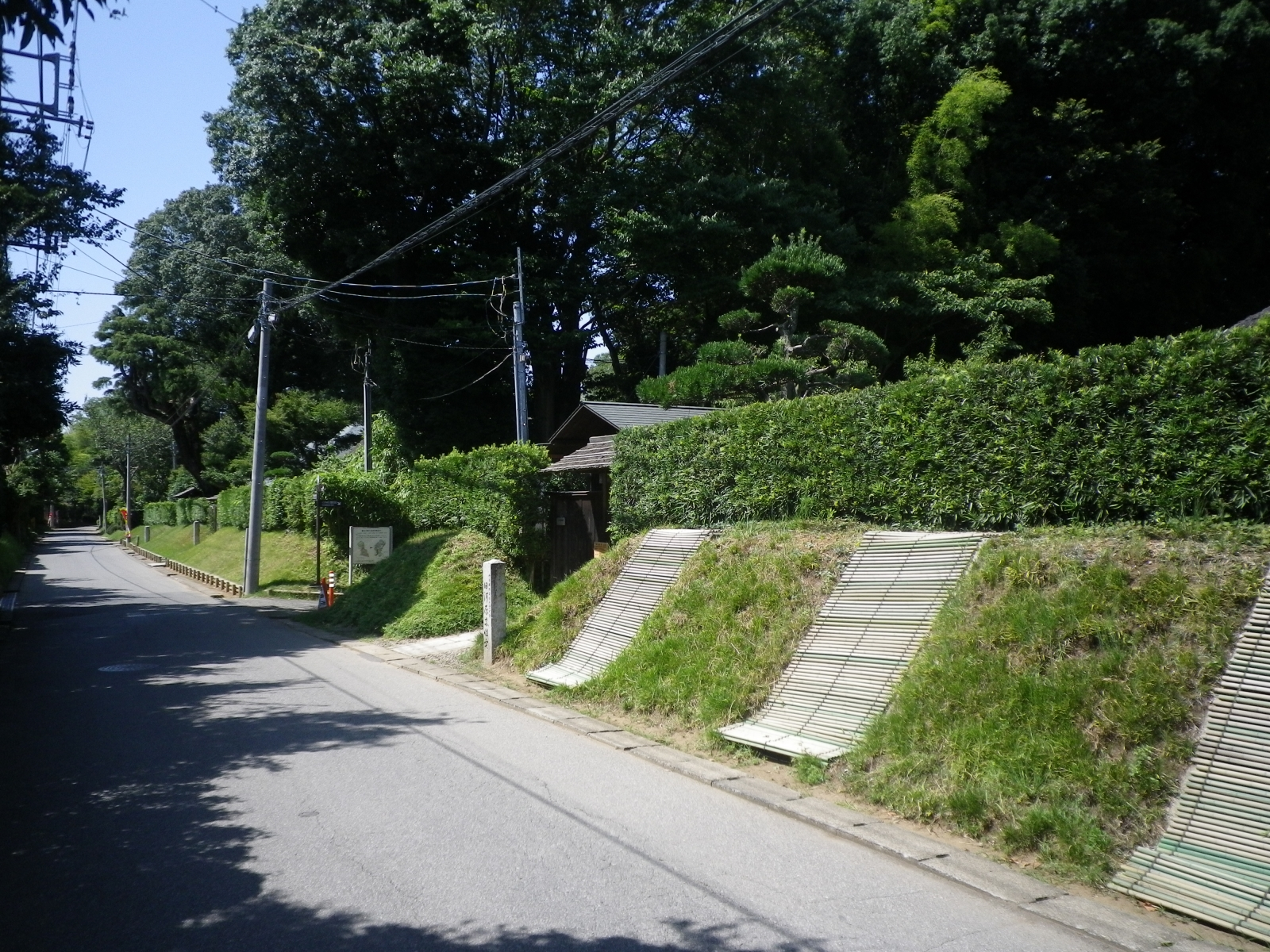
武家屋敷通り（鏑木小路）
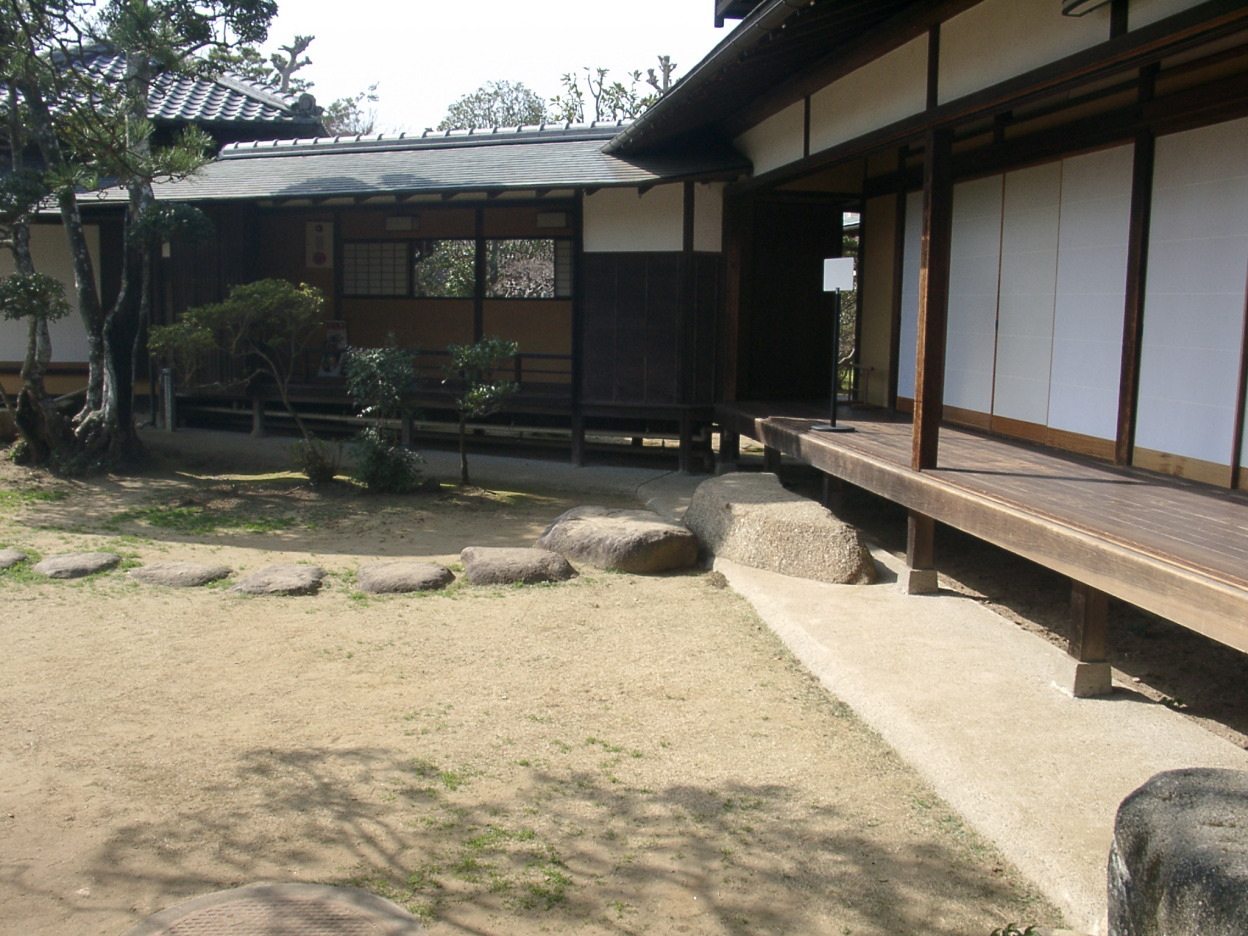
旧堀田邸（旧堀田家住宅）
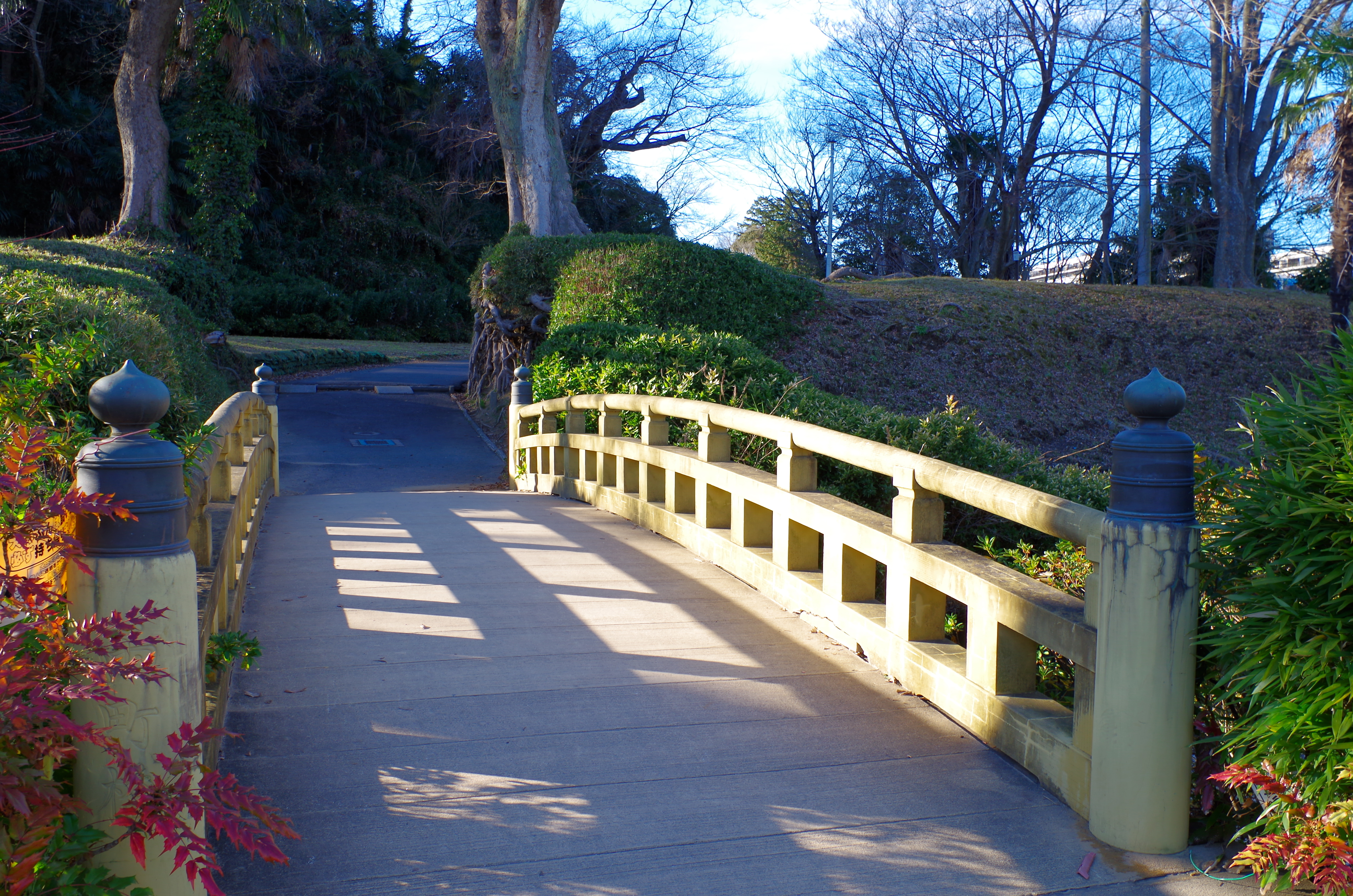
佐倉城址公園（両町橋）

### 名所・旧跡・観光スポット
市北部に印旛沼、その沿岸に自転車道（印旛沼自転車道）があり散策に適している。市内在住の有森裕子や高橋尚子が小出義雄監督と共に走っていたコースが印旛沼沿岸を中心にあり、金メダルジョギングロードとして整備されている。また、観光用の屋形船が市を南北に流れる鹿島川から出ている。
市内には有名建築家が設計した建物が多い。
- 原広司 設計 / 佐倉市立下志津小学校（第1校舎）（1967年）
- 黒川紀章 設計 / 佐倉市役所庁舎（1971年）
- 芦原義信 設計 / 国立歴史民俗博物館（1980年）、佐倉市民音楽ホール（1984年）
- 海老原一郎 設計 / DIC川村記念美術館（1990年）

などがある。
佐倉地区
佐倉藩武家屋敷群（武家屋敷通り）、佐倉城址公園（佐倉城跡）、旧堀田邸、佐倉順天堂記念館、鏑木町・新町・弥勒町などに点在する寺社や旧商家など、佐倉藩だった頃の姿をそのまま保存した歴史的建造物が点在する。
- 侍の杜 - 旧佐倉藩士2家分の武家屋敷地を利用した緑地が公開されている。
- サムライの古径ひよどり坂 - 武家屋敷通りに隣接し、江戸時代の記録にも出てくる当時からほとんど変わらない様々な種類の竹垣が配される竹林の坂道。2018年にはLINEトラベルjp旅人大賞「特別賞」を受賞[18]、千葉県が発行する「平成30年度早春観光キャンペーン」ポスターのメイン写真にも選ばれる[19]など、フォトスポットとして人気が非常に高くなっている。
- 城城跡
- 麻賀多神社
- 妙隆寺
- 海隣寺
- 松林寺
- 甚大寺
- 国立歴史民俗博物館 - 佐倉城址公園に隣接。
- 佐倉市立美術館
- 山崎ひょうたん塚古墳 - 市指定の史跡。
- 並木1号墳
  - 高丘稲荷神社 - 古墳の墳丘上に立地。

- 麻賀多神社
- 甚大寺

志津地区
- 信澄寺 - 南無の郷を所管。
- 千手院

臼井地区
- 臼井城址公園
  - 臼井城跡（臼井藩）
- 長嶋茂雄記念岩名球場
- 佐倉市民音楽ホール
  - 佐倉混声合唱団
- 印旛沼サンセットヒルズ
- 野鳥の森
- 佐倉草ぶえの丘
- 佐倉ふるさと広場

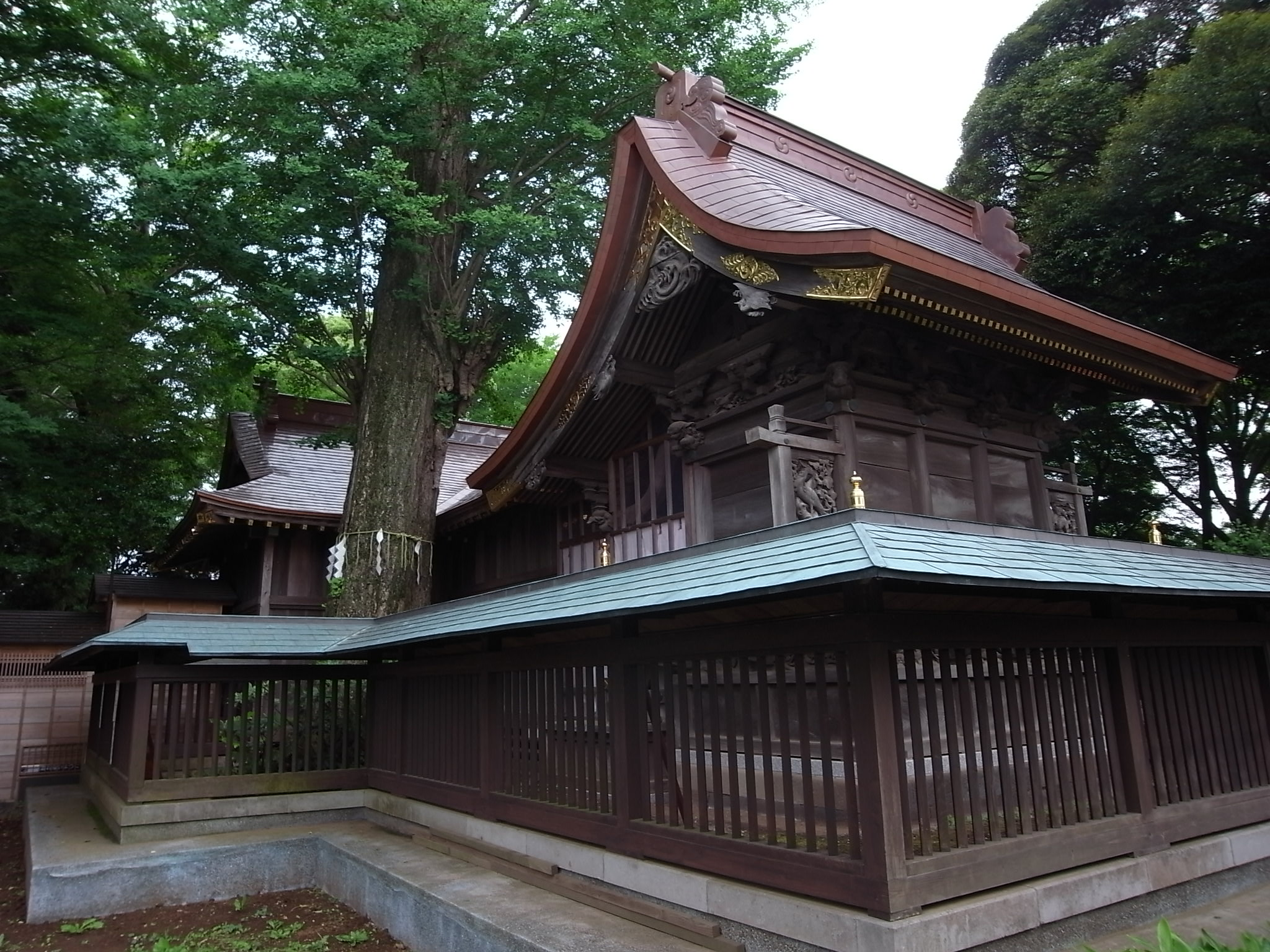
麻賀多神社
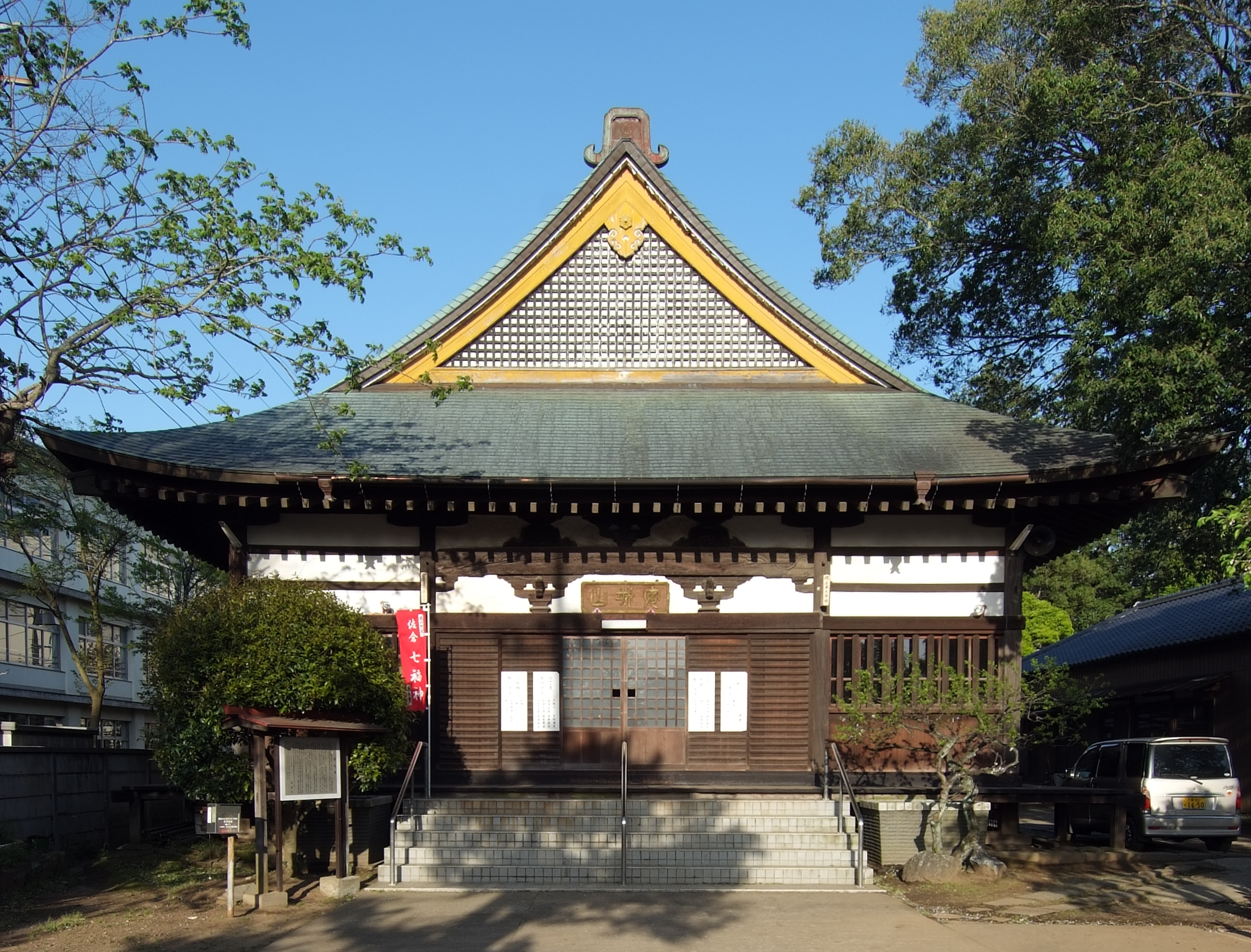
甚大寺

  - オランダ風車 - 佐倉ふるさと広場のシンボル。春には一面にチューリップ畑、秋にはコスモス畑が広がる。
  - かぼす（Kabosu the Doge）モニュメント

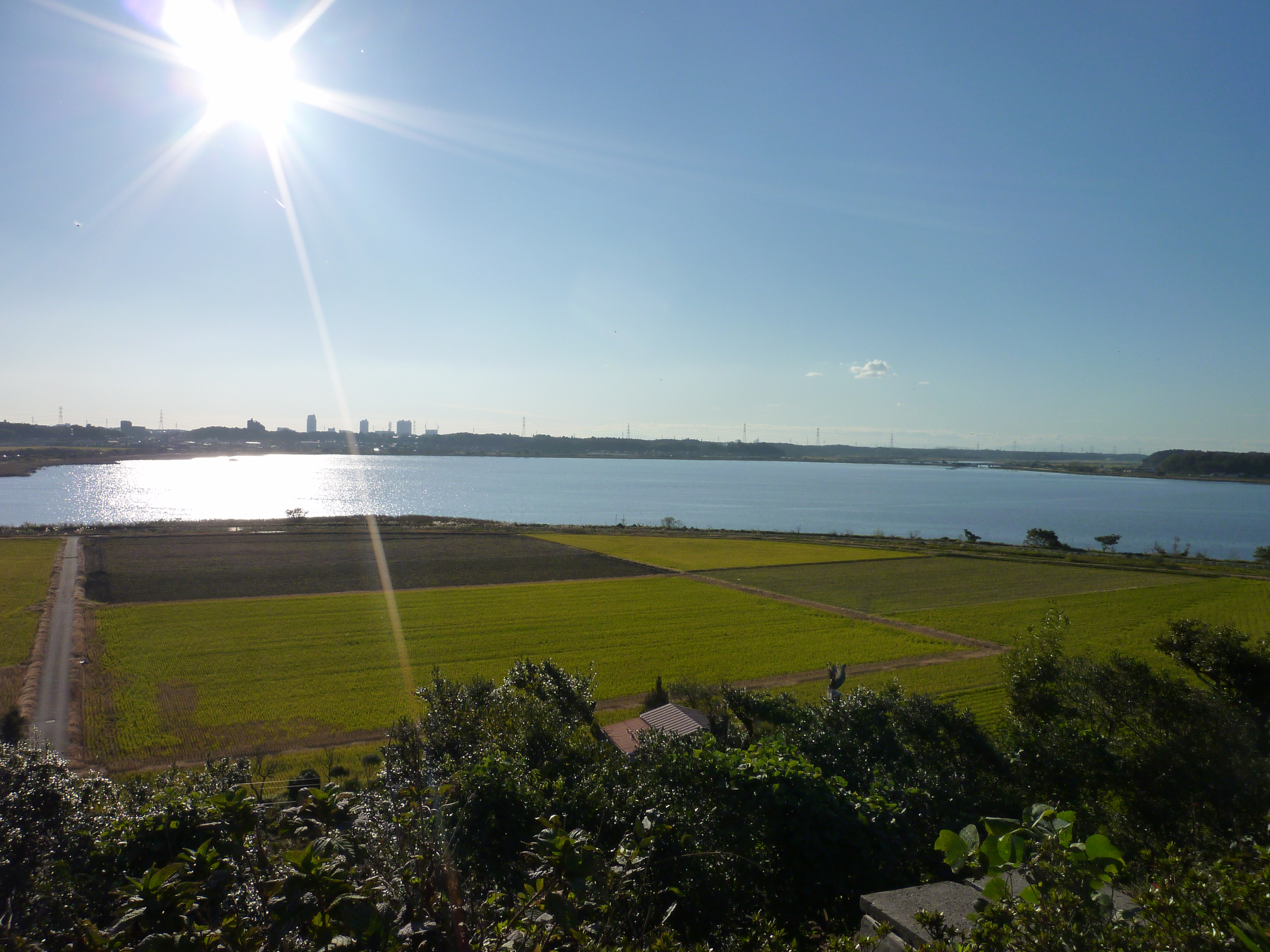
印旛沼サンセットヒルズからの眺望
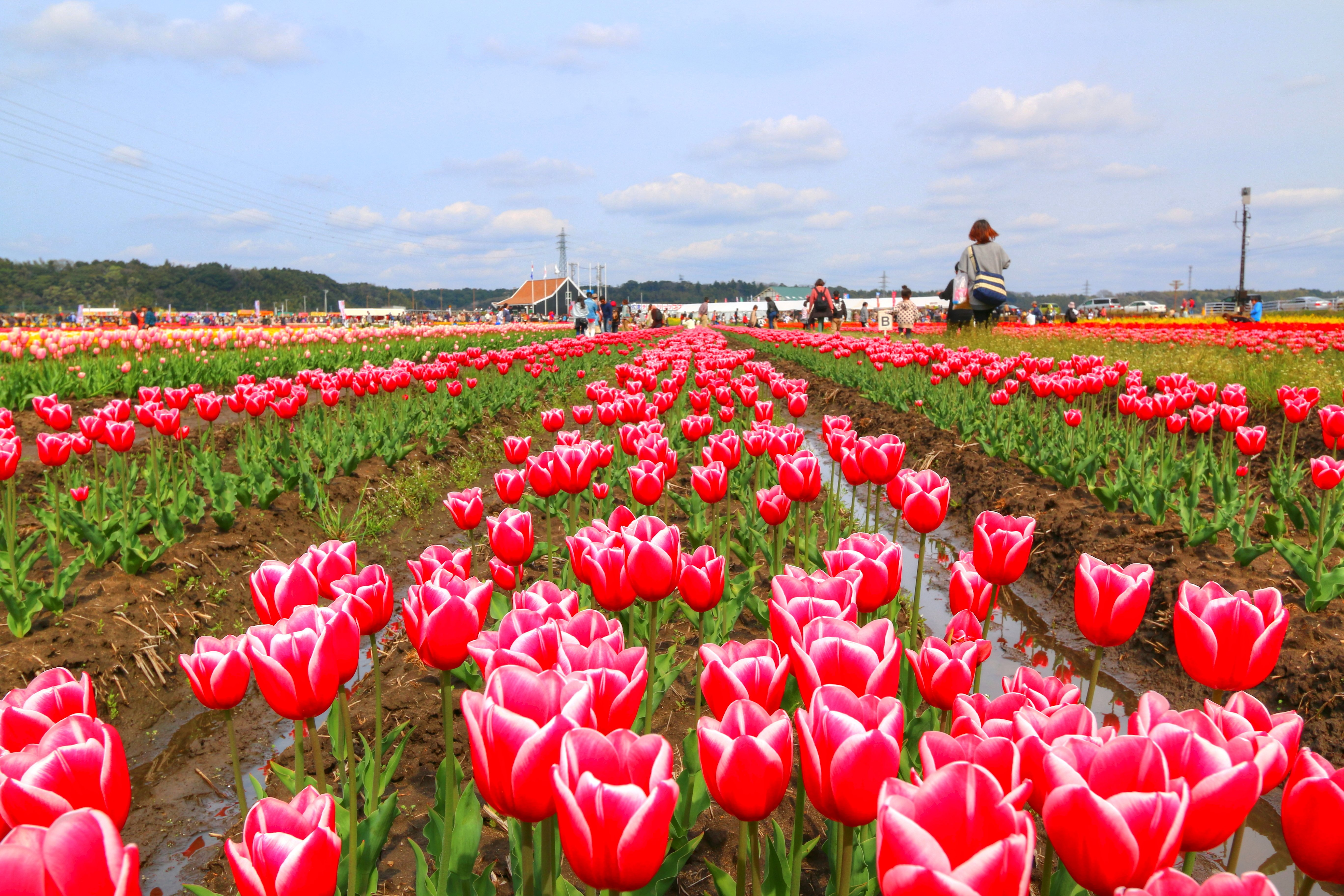
佐倉ふるさと広場

根郷地区
- 本佐倉城跡（続日本100名城、佐倉藩）
- 岩富城跡（岩富藩）
- DIC川村記念美術館 - DIC（旧称・大日本インキ化学工業）の創業者である川村家が収集した美術品を展示。JR佐倉駅前、京成佐倉駅前より直通シャトルバスを運行。
- 麻倉ゴルフ倶楽部 - ザ・レジェンド・チャリティプロアマトーナメントが行われていた。

### 祭事・催事
- 城下町佐倉の祭礼
- 佐倉の秋祭り

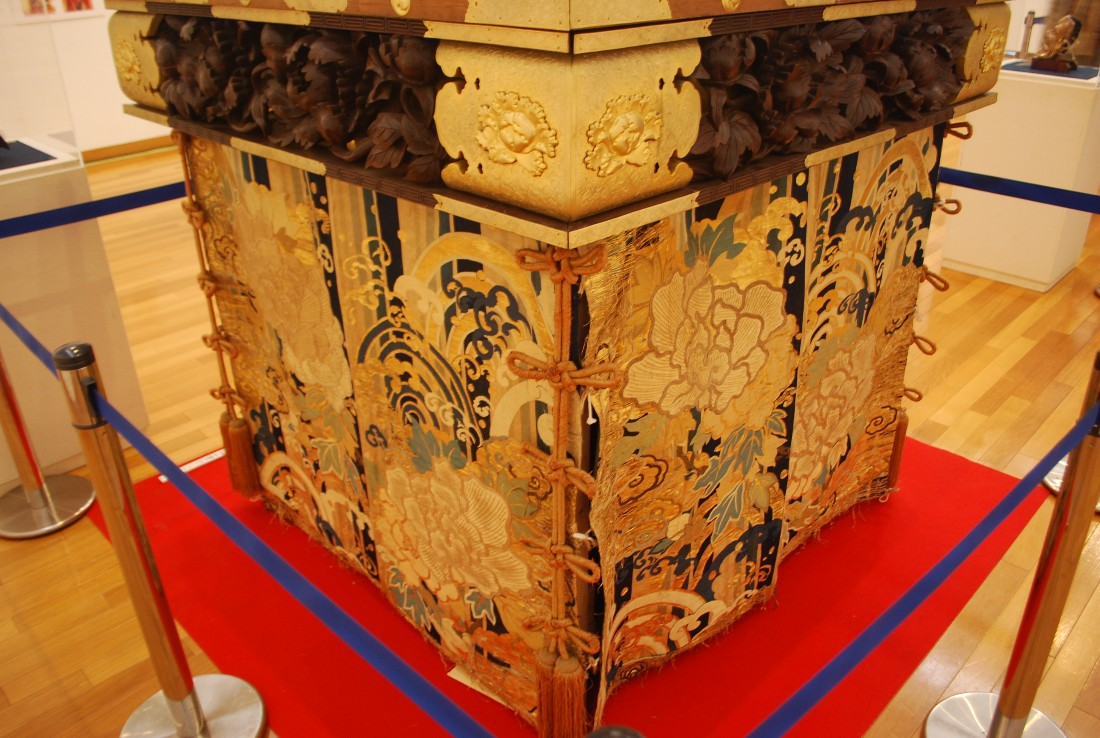
山車人形 石橋（佐倉の秋祭り）

- 佐倉市民花火大会 - 佐倉ふるさと広場近くから花火を打ち上げる。毎年8月の第一土曜日に行われる。
- NARITA花火大会in印旛沼 - 印旛沼の成田市側で開催される花火大会。

### 文化財
- 市内にある国指定の文化財一覧

| 番号 | 種別                 | 名称                                                                    | 所在地                   | 所有者または管理者                    | 指定年月日      | 備考                                                                                            |
| 1    | 重要文化財（建造物） | 旧堀田家住宅 - 座敷棟 - 居間棟 - 書斎棟 - 玄関棟 - 湯殿 - 門番所 - 土蔵 | 鏑木町字諏訪尾余274      | 佐倉市                                | 平成18年7月5日  | - 座敷棟、居間棟、書斎棟、玄関棟 明治23年 - 湯殿 明治44年頃 - 門番所 明治23年頃 - 土蔵 明治後期 |
| 2    | 史跡                 | 井野長割遺跡                                                            | 井野字長割835-1他        | 佐倉市・他 （佐倉市立井野小学校周辺） | 平成17年3月2日  | 縄文時代後期から晩期、大規模な環状盛土遺構。                                                    |
| 3    | 史跡                 | 本佐倉城跡                                                              | 佐倉市大佐倉字宮下1568他 | 佐倉市・他                            | 平成10年9月11日 |                                                                                                 |

- 市内の登録有形文化財一覧

| 番号 | 種別   | 名称                       | 所在地   | 所有者または管理者 | 登録年月日      | 備考                                                      |
| 1    | 建造物 | 千葉県立佐倉高等学校記念館 | 鍋山町18 | 千葉県             | 平成17年7月12日 | 明治43年竣工。木造2階建、銅板葺。久野節、後藤政次郎設計。 |

- 千葉県指定文化財は千葉県指定文化財一覧を参照。

## 出身有名人

### 政治・行政
- 飯田健太（中小企業庁次長）[20]
- 大築尚志（軍人、陸軍中将、軍事技術者）
- 貝塚武男（軍人、海軍中将）
- 上村伸一（外交官）
- 木倉和一郎（衆議院議員（1期）、初代佐倉市長）
- 兒玉秀雄（第56代文部大臣、第53代内務大臣、第41代逓信大臣、第8代拓務大臣、第7代朝鮮総督府政務総監、第4代関東長官、第20代内閣書記官長）
- 桜井規矩之左右（軍人、海軍少将）
- 塚本素山（軍人・陸軍中佐、実業家）
- 西田三十五（佐倉市長）
- 浜野昇（衆議院議員（1期））
- 林董（外交官、第21代外務大臣、第19代逓信大臣）
- 檜貝嚢治（軍人、海軍大佐）
- 若井康彦（衆議院議員（3期））
- 蕨和雄（第6代佐倉市長）

### 産業・実業
- 岩瀬大輔（ライフネット生命保険社長、新経済連盟理事）
- 石見陽（メドピア創業者・社長CEO）
- 香取秀真（金属工芸作家）
- 香取正彦（金属工芸作家・人間国宝）
- 小柴保人（工学者・東北大学教授）
- 高田元三郎（元毎日新聞社最高顧問）
- 津田仙（農学者）
- 津田信夫（金属工芸作家）
- 安井武雄（建築家）

### 学者
- 市原松平（工学者）
- 伊東忠太（建築学者）
- 宇野利雄（数学者）
- 佐藤志津（教育家、東京女子美術学校初代校長）
- 佐藤泰然（外科医、順天堂大学創設者）
- 志田順（地球物理学者）
- 高橋卯之助（数学者）
- 津田梅子（女子教育の先駆者、津田塾大学創設者）
- 西村茂樹（啓蒙思想家）
- 吉原呼我(教育家）
- 依田學海（漢文学者・文芸評論家）

### スポーツ
- 鵜木郁哉（サッカー選手）
- 上島拓巳（サッカー選手）
- 小島茂之 (陸上選手)
- 小出義雄（マラソン監督）
- 小林慶祐（プロ野球選手） ※生まれはベルギー・ブリュッセル
- 齋藤俊介（元プロ野球選手）
- 佐藤優香（トライアスロン選手、リオ五輪代表）
- 重信慎之介（プロ野球選手）
- 島孝明（元プロ野球選手）
- 長嶋茂雄（元プロ野球選手、読売ジャイアンツ終身名誉監督）
- 中谷進之介（サッカー選手、元日本代表）
- 永戸勝也（サッカー選手）
- 中村駿太（サッカー選手）
- 中村真実（元女子サッカー選手）
- Ben-K（プロレスラー）
- 前川久美子（女子プロレスラー）
- 吉岡興志（元プロ野球選手）
- 吉岡幸男（空手家）

### 芸能・報道
- 秋山浩徳（元MOON CHILD・ギター）
- 浅井忠（洋画家）
- AMEMIYA（タレント）
- ARAKI（作曲家）
- 市橋尚史（声優)
- 荻野目洋子（歌手、女優）
- 香川松石（書道家）
- 加賀美早紀（元女優）
- 川上未遊（女優、声優）
- 近藤浩徳（声優）
- 佐久間あすか（テレビ大阪アナウンサー）
- 櫻井慶治（洋画家）
- 上保美香子 (シンガーソングライター)
- 菅谷大介（日本テレビアナウンサー）
- 清宮佑美（タレント）
- 高橋匠（マジシャン）
- パペットマペット（タレント）
- 原沙織（タレント）
- Halo at 四畳半
  - 片山僚
  - 齋木孝平
  - 白井將人
  - 渡井翔汰
- BUMP OF CHICKEN
  - 藤原基央
  - 増川弘明
  - 直井由文
  - 升秀夫
- 藤木直人（俳優、歌手）
- 堀越のり（タレント）
- 三谷紬（テレビ朝日アナウンサー）
- 宮本文昭（指揮者、元オーボエ奏者）
- 熊谷彩春（女優）

### その他
- 小高佐季子（女流棋士）
- あさのまさひこ（模型文化ライター）
- 筒井大志（漫画家）

### 市内在住の著名人
- 浅野温子（タレント）
- 有森裕子（マラソン選手、バルセロナ五輪銀メダリスト）
- 鹿島丈博（体操選手、アテネ五輪金メダリスト）
- かぼす（柴犬、Dogeとして世界でもっとも有名な柴犬とされる）
- 國川浩道（オートバイレーサー）
- 久保浩（彫刻家）
- 栗原まもる（漫画家）
- 車だん吉（タレント）
- 笙野頼子（小説家）
- 高橋真琴（画家、イラストレーター）
- 千葉真子（マラソン選手）
- 冨田洋之（体操選手、アテネ五輪金メダリスト）
- 原田知世（タレント）

## 名誉市民・市民栄誉賞

### 名誉市民
- 高田元三郎（昭和46年顕彰）
- 木倉和一郎（昭和58年顕彰）
- 長嶋茂雄（平成14年顕彰）

ほか

### 市民栄誉賞
- 小出義雄（平成12年表彰）
- 高橋尚子（平成12年表彰・シドニー五輪女子マラソン金メダリスト）
- 鹿島丈博（平成16年表彰・アテネ五輪体操金メダリスト）
- 冨田洋之（平成16年表彰・アテネ五輪体操金メダリスト）
- 長嶋茂雄（平成25年7月11日表彰・国民栄誉賞・千葉県民栄誉賞の授与に伴う）

ほか

## 佐倉市を舞台・ロケ地とした作品
アニメ・漫画
- 弱虫ペダル（漫画、のちにアニメ化）
- エンブリヲ（漫画、作中佐倉城址公園他が登場)
- きんいろモザイク（漫画、テレビアニメ版で京成臼井駅他が登場）
- 大正オトメ御伽話（アニメにおいて、主人公の別荘の最寄り駅として国鉄佐倉駅が登場する）

映画・ドラマ
- 指導物語（映画）（1941年、主演：原節子）
- アインシュタインガール（映画）（2005年、主演：岩佐真悠子）
- 侍戦隊シンケンジャー（2009 - 2010年、主演：松坂桃李）市内旧堀田邸が本部（志葉邸 = シンケンレッドの邸宅）の設定。通年でロケが行われた。その他市内武家屋敷通り（旧佐倉藩武家屋敷群）でもロケが行われた。
- その他、旧堀田邸や武家屋敷を中心に様々な作品のロケが行われている[21]。

CM
- 進研ゼミ「若者たち」篇（2004年：ベネッセコーポレーション、京成臼井駅）
- 進研ゼミ中学講座「つながるバトン」篇（2006年：ベネッセコーポレーション、佐倉市立佐倉東中学校など）

楽曲
- BUMP OF CHICKENの複数の楽曲に市内の公園等の名称、またはそれをモチーフとしたスポットが登場する（『透明飛行船』の「宮田公園」など）。